# Pieve Fissiraga
Pieve Fissiraga là một đô thị ở tỉnh Lodi trong vùng Lombardia của Italia, cách khoảng 30 km về phía đông nam của Milano và khoảng 0 km south of Lodi. Tại thời điểm 31 tháng 12 năm 2004, đô thị này có dân số 1.410 người và diện tích là 12,1 km².
Pieve Fissiraga giáp các đô thị: Lodi, Lodi Vecchio, Cornegliano Laudense, Borgo San Giovanni, Massalengo, Sant'Angelo Lodigiano, Villanova del Sillaro.